# Медаль «Участнику марш-броска 12 июня 1999 г. Босния — Косово»
Меда́ль «Уча́стнику марш-броска́ 12 ию́ня 1999 г. Бо́сния — Ко́сово» — ведомственная медаль Министерства обороны Российской Федерации, учреждённая приказом Министра обороны Российской Федерации № 75 от 11 февраля 2000 года.

## Правила награждения
Согласно Положению медалью «Участнику марш-броска 12 июня 1999 г. Босния — Косово» награждаются военнослужащие и лица гражданского персонала Вооружённых Сил Российской Федерации за мужество, отвагу и доблесть, проявленные при подготовке, обеспечении и проведении марш-броска 12 июня 1999 года Босния — Косово.
Награждение медалью производится приказом Министра обороны Российской Федерации. Непосредственным участникам марш-броска 12 июня 1999 года вручается медаль из нейзильбера, а лицам, принимавшим участие в его подготовке и обеспечении, — из томпака.

## Правила ношения
Медаль носится на левой стороне груди и располагается после медали Министерства обороны Российской Федерации «За воинскую доблесть».

## Описание медали
Медаль изготавливается для непосредственных участников марш-броска — из нейзильбера, для лиц, принимавших участие в подготовке и обеспечении марш-броска, — из томпака, имеет форму круга диаметром 32 мм с выпуклым бортиком с обеих сторон. На лицевой стороне медали: в центре — рельефное изображение бронетранспортера на фоне раскрытого парашюта с белым куполом и двух самолётов; в верхней части — рельефное изображение развевающегося бело-сине-красного флага; в нижней части — рельефная надпись на голубой ленте: «БОСНИЯ — КОСОВО». На оборотной стороне медали рельефная надпись: по кругу в верхней части — «УЧАСТНИКУ», в центре — в две строки: «МАРШ-БРОСКА 12 июня 1999», в нижней части — номер медали.
Медаль при помощи ушка и кольца соединяется с пятиугольной колодкой, обтянутой шёлковой муаровой лентой шириной 24 мм. С правого края ленты оранжевая полоса шириной 10 мм окаймлена чёрной полосой шириной 2 мм, левее — синяя полоса шириной 12 мм.

## История
Было отчеканено 500 экземпляров медали (250 из нейзильбера и 250 из томпака). При этом Военно-геральдическая компания, выполнявшая заказ, допустила отступление от описания и изготовила медали диаметром 35 мм.
Первый приказ о награждении медалью вышел 20 июня 2000 года (приказ Министра обороны Российской Федерации № 442). Всего в 2000 году четырьмя приказами было вручено 343 медали (250 из нейзильбера и 93 из томпака). Медаль из нейзильбера № 1 была вручена начальнику Генерального штаба Вооружённых Сил Российской Федерации генералу армии А. В. Квашнину, № 2 — первому заместителю начальника Генерального штаба генерал-полковнику В. Л. Манилову.
Также было изготовлено 3 экземпляра медали из серебра. Две серебряных медали, в качестве памятных, были вручены Б. Н. Ельцину и В. В. Путину, принимавшим решение о совершении марш-броска. Третья серебряная медаль была передана на хранение в Геральдический регистр Вооружённых Сил Российской Федерации.

## Дополнительные поощрения награждённым
Согласно Федеральному закону РФ «О ветеранах» и принятых в его развитие подзаконных актах награждение медалью «Участнику марш-броска 12 июня 1999 г. Босния — Косово» при наличии соответствующего трудового стажа или выслуги лет даёт право присвоения награждённому звания «ветеран труда».